# Juanjo Oroz
Juan José Oroz Ugalde (Berrioplano, Navarra, 11 de julio de 1980), conocido como Juanjo Oroz, es un ciclista español que fue profesional entre 2006 y 2014. Desde 2020 es director deportivo del Equipo Kern Pharma.

## Biografía

### Categorías inferiores
Juan José Oroz se formó en el tristemente desaparecido C.C. Txantrea de Pamplona; club con el que ganó infinidad de carreras en las categorías inferiores. Desde el inicio demostró poseer unas condiciones innatas para este deporte ya que ganó la primera carrera en la que participó. En el año 1996 se proclamó vencedor de los Juegos Deportivos de Navarra y fue campeón de Euskadi. 
Pasó a la categoría de aficionados con el equipo Iberdrola, donde militó entre 1999 y 2001. Tras pasar por el Bidegi, en 2003 fichó por el Caja Rural, equipo en el que coincidió con Guerrero que a la postre fue el que posibilitó su paso al profesionalismo. Problemas físicos de espalda le mantuvieron alejado de las carreteras en 2004 pero en 2005 volvió a obtener buenos resultados ganando carreras como la Bayona-Pamplona.

### Ciclismo profesional

#### Kaiku, Orbea y fichaje por el Euskaltel-Euskadi
Oroz debutó como profesional en 2006 con el equipo Kaiku. Su estreno en una competición UCI Pro Tour tuvo lugar en la Vuelta al País Vasco de ese año. En 2007 fue fichado por el Orbea. En el mes de mayo de esa temporada de 2007 pasó formar parte del Euskaltel-Euskadi, estrenando el maillot naranja en la Volta a Cataluña. Su mejor resultado de ese 2007 año lo obtuvo antes de fichar por el Euskaltel siendo un segundo puesto en la primera etapa de los Tres días de Vaucluse de 2007, compitiendo con el equipo Orbea.

#### En el Euskaltel-Euskadi
Con el equipo naranja ha tenido actuaciones reseñables en la Tirreno-Adriático tanto en la edición de 2008, donde logró el segundo puesto en la clasificación de la montaña, como dos años después que quedó 11.º en la general de esa misma carrera.
Entre octubre de 2007 y abril de 2008 fue el único ciclista profesional que consiguió completar los cinco Monumentos del ciclismo en su primera participación en cada una de estas carreras: Giro de Lombardía, Milán-San Remo, Tour de Flandes, París-Roubaix y Lieja-Bastogne-Lieja.

#### En el Burgos-BH
Juanjo fichó por el conjunto Burgos-BH el 29 de abril tras el fiasco de no haber salido el equipo ciclista PinoRoad. El 7 de noviembre de 2014 anunció su retirada del ciclismo tras nueve temporadas como profesional y con 34 años de edad. Tras su retiro del ciclismo, Juanjo, se convirtió en 2015 en director deportivo del conjunto amateur Lizarte.

## Palmarés
2014
- 1 etapa del Tour de Corea

## Resultados en Grandes Vueltas
Durante su carrera deportiva consiguió los siguientes puestos en las Grandes Vueltas:
| Carrera | Carrera         | 2006 | 2007 | 2008  | 2009  | 2010 | 2011 | 2012 | 2013 | 2014 |
| ------- | --------------- | ---- | ---- | ----- | ----- | ---- | ---- | ---- | ---- | ---- |
|         | Giro de Italia  | —    | —    | —     | —     | —    | Ab.  | 51.º | —    | —    |
|         | Tour de Francia | —    | —    | 100.º | 107.º | Ab.  | —    | —    | 78.º | —    |
|         | Vuelta a España | —    | —    | —     | —     | 56.º | 50.º | 50.º | 46.º | —    |

—: no participa

Ab.: abandono

## Equipos
- Kaiku (2006)
- Orbea-Laukiz F.T. (2007)[8]
- Euskaltel-Euskadi (2007[9] -2012)
- Euskaltel Euskadi (2013)
- PinoRoad (2014)[10]
- Burgos-BH (2014)[11]